# Gregor und die graue Prophezeiung
Gregor und die graue Prophezeiung ist der erste Teil der Buchserie The Underland Chronicles von Suzanne Collins und erschien 2003 unter dem Titel Gregor the Overlander in den Vereinigten Staaten.

## Inhalt
Gregor, ein elfjähriger Junge, lebt mit seiner Familie in New York City. Sein Vater ist vor über zwei Jahren spurlos verschwunden. Eines Tages fallen er und seine zweijährige kleine Schwester Margaret, „Boots“ genannt, in einen Lüftungsschacht ihres Wäschekellers in ein endlos scheinendes Nichts. Auf dessen Grund treffen sie auf 1,20 Meter große Kakerlaken, Krabbler genannt, mit denen Boots sofort Freundschaft schließt. Die Kakerlaken erklären den beiden Geschwistern, dass sie im Unterland sind, einer Welt unter New York.
Dort leben die Unterländer, die Menschen im Unterland, in einem brüchigen Frieden mit menschengroßen Spinnen, Kakerlaken und Ratten zusammen. Die Fledermäuse, die den Menschen als Reittiere dienen, sind deren engste Verbündete, wohingegen die Ratten den Menschen den Tod wünschen.
In Regalia, der Stadt der Menschen, angekommen, werden sie von der zukünftigen Königin Luxa, einem eingebildeten Mädchen, unfreundlich begrüßt. Ihr Großvater Vikus hingegen wirkt freundlich. Er führt Gregor in die „Halle der Prophezeiung“, in der Bartholomäus von Sandwich, der Gründer der Stadt Regalia, seine Prophezeiungen aufgeschrieben hat. Vikus hält Gregor für den schon lang erwarteten Krieger aus dem Überland, der in einer der Prophezeiungen erwähnt wird.
Gregor hingegen denkt nicht daran, im Unterland zu bleiben und versucht zu fliehen, was ihm aber misslingt. Erst als Vikus erklärt, dass Gregor seinen seit zwei Jahren verschwundenen Vater wieder finden kann, wenn er mithilft, stimmt Gregor zu. Nun machen sich Vikus, Luxa, Henry (Luxas Cousin), Solovet (Vikus Frau) und Mareth (eine Wache), jeweils mit ihren Fledermäusen, Gregor und Boots auf den Weg, um die Prophezeiung zu erfüllen. Zur Gruppe stoßen noch die beiden Kakerlaken Tick und Temp, die Boots als Prinzessin betrachten.
Als die Truppe die Hälfte des Weges hinter sich gebracht hat, verlassen Vikus, Mareth und Solovet die Truppe, um Regalia auf den bevorstehenden Angriff der Rattenarmee vorzubereiten. Dafür stößt Ripred, eine Ratte, zur Gruppe. Eine spannende Reise durch verschlungene Höhlensysteme beginnt, in deren Verlauf einige Mitglieder der Gruppen ihr Leben lassen, was auch bereits in der Prophezeiung erwähnt wurde. Schließlich erreichen die Gefährten das Territorium der Ratten. Dort entpuppt sich Henry als Verräter, nämlich als Verbündeter der Ratten. Infolgedessen wird die Gruppe vom Rattenkönig Gorger und seinen Gefolgsleuten aufgegriffen. Um die anderen vor dem sicheren Tod zu retten, lenkt Gregor alle Aufmerksamkeit auf sich, indem er eine Flucht vortäuscht. Die Ratten nehmen die Verfolgung auf, woraufhin Gregor in eine tiefe Schlucht springt und die Ratten ihm hinterher. Dabei fällt Henry mit ihm die Klippe hinunter. Gregor glaubt wie die Ratten sterben zu müssen, doch Ares, Henrys Fledermaus, rettet ihn. Durch den Tod ihres Königs verunsichert, brechen die Ratten ihren Angriff auf Regalia ab und die Gefährten kehren dorthin zurück. Als Held von den Unterländern gefeiert, reist Gregor mit seinem Vater, den er aus den Fängen der Ratten befreien konnte, und Boots zurück in das Überland.

## Rezeption
Das Buch richtet sich an ältere Kinder, auf dem Bucheinband der deutschen Ausgabe ist die Empfehlung „ab 10 Jahren“ angegeben. Es ist als erster Band einer fünfteiligen Serie angelegt. Simone Leinkauf bezeichnete das Werk in der Frankfurter Rundschau vom 16. März 2005 als „klassischen Fantasyroman“. Andrea Wanner fühlte sich durch die Kombination einer Hauptfigur namens „Gregor“ mit Insekten zunächst an Franz Kafkas Die Verwandlung erinnert. Wie Kafka hat nach ihrer Auffassung die Autorin genau, winzige Details registrierend und realitätsnah die Insekten beschrieben. Sie verniedliche die Tiere nicht, vermeide aber auch naheliegende Horrorszenarien. Es handele sich um solide Unterhaltung und einen echten Geheimtipp. In den Vereinigten Staaten wurde das Buch 2005 im National Public Radio ausgestrahlt.

## Trivia
Am 12. Februar 2011 wetteten in der Sendung Wetten, dass..? ein 14-Jähriger und seine 12-jährige Schwester, sie könnten jedem Satz aus dem Buch Gregor und die graue Prophezeiung seine Seitenzahl zuordnen, und gewannen die Wette.